# نولينة أنيقة
نولينة أنيقة (الاسم العلمي:Nolina elegans) هي نوع من النباتات تتبع جنس النولينة من الفصيلة الهليونية.